# Inquisitor indistinctus
Inquisitor indistinctus é uma espécie de gastrópode do gênero Inquisitor, pertencente a família Pseudomelatomidae.